# Isla Mayor
Isla Mayor is een gemeente in de Spaanse provincie Sevilla in de regio Andalusië met een oppervlakte van 114 km². In 2007 telde Isla Mayor 5759 inwoners.

## Demografische ontwikkeling
Bron: INE, 2001-2011: volkstellingen
Opm.: Tot 1994 behoorde Isla Mayor tot de gemeente La Puebla del Río